# Handel narządami ludzkimi w Kosowie
Handel narządami ludzkimi w Kosowie i Metochii (lub sprawa Żółtego Domu) – termin używany w śledztwie dotyczącym handlu narządami ludzkimi w Albanii i Kosowie, który rozpoczął się w 1999 roku. Według różnych ocen, ofiarami handlarzy organami ludzkimi padło do 50, od 24 do 100 lub około 300 osób. Dotyczy to zarówno pobierania organów u osób porwanych przez bojowników UÇK w 1999 roku, jak i późniejszych nielegalnych transplantacji w kosowskich klinikach.
Była prokurator Trybunału Haskiego, Carla del Ponte, jako pierwsza upubliczniła zarzuty dotyczące handlu ludzkimi narządami w swojej książce, którą wydała po opuszczeniu urzędu prokuratora. Stwierdza ona, iż w 1999 roku dowiedziała się, że około 300 Serbów i innych nie-Albańczyków zostało porwanych i przewieziony do Albanii, skąd pobierano ich narządy, a te następnie wysłano do Włoch, skąd były rozprowadzane do klinik w całej Europie. W książce wspomina o miejscowości Burrel w Albanii, gdzie organy ofiar były pobierane w budynku, który w książce został nazwany żółtym domem.
Serbska prokuratura, a także międzynarodowa organizacja ochrony praw człowieka Human Rights Watch zwróciły się do Albanii o wszczęcie śledztwa w sprawie zarzutów o handel organami porwanych Serbów.
Według raportu Rady Europy z dnia 12 grudnia 2010 roku organizatorem porwań i handlu ludzkimi narządami był Hashim Thaçi (późniejszy prezydent samozwańczej Republiki Kosowa) i grupa Drenicka.

## Żółty dom
„Żółty Dom” znajduje się w miejscowości Rribë, niedaleko miasta Burrel, na północy Albanii. Dziś dom jest biały i mieszkają w nim członkowie rodziny Katuçi. Rodzina zaprzecza twierdzeniom, jakoby ich dom był kiedykolwiek miejscem pobierania organów uprowadzonych osób. Początkowo Katuçi zaprzeczali także, że ich dom był żółty, jednak po tym, jak śledczy znaleźli ślady żółtego koloru pod obecną białą fasadą, rodzina zaczęła twierdzić, że dom został pomalowany na żółto przed ślubem.
W pobliżu domu znaleziono puste butelki po płynie infuzyjnym, zawierającym środki zwiotczające mięśnie, a także bandaże i igły.

## Śledztwo Trybunału Haskiego
Dnia 13 stycznia 2005 roku Trybunał w Hadze wszczął śledztwo w sprawie handlu organami ludzkimi na podstawie przedmiotów znalezionych w żółtym domu. Śledztwo nazwano Don Kichot. Śledczy Trybunału Haskiego znaleźli w żółtym domu różne przedmioty, co do których istniało uzasadnione podejrzenie, że służyły do pobierania organów porwanych ofiar. Wśród znalezionych przedmiotów znaleziono plastikowe pojemniki, puste butelki z nazwami leków stosowanych przy zabiegach chirurgicznych oraz fragmenty metalu przypominające pozostałości narzędzi chirurgicznych.

## Śledztwo prowadzone przez prokuraturę serbską
Według śledztwa prowadzonego przez Serbską Prokuraturę ds. Zbrodni Wojennych zabiegi chirurgiczne na ofiarach handlu narządami wykonywano w ośrodkach zdrowia lub szpitalach, w których leczono żołnierzy UÇK w czasie wojny. W tym celu wykorzystywano część szpitala w barakach „Bajram Curi”, ośrodek zdrowia przy fabryce „Coca-Cola” w Tiranie, szpital neuropsychiatryczny w więzieniu nr 320 oraz prywatny dom przerobiony na szpital w pobliżu miejscowości Tropoja, tzw. żółty dom. Oprócz tych lokalizacji prokuratura serbska posiada informacje, że w kopalni Deva na pograniczu Kosowa i Albanii znajdowało się również nielegalne więzienie, jeden koniec tunelu znajduje się w Kosowie, a drugi w Albanii. Prokuratura serbska poinformowała też o istnieniu masowych grobów w pobliżu Tropoi, gdzie mają się znajdować pozostałości ciał co najmniej 70 zabitych Serbów, Romów i Albańczyków.

## Raport Rady Europy
Szwajcarski senator Dick Marty 12 grudnia 2010 roku po dwuletnim śledztwie złożył raport do Rady Europy, w którym wskazał Hashima Thaçiego jako przywódcę grupy przestępczej odpowiedzialnej za handel bronią, heroiną i innymi narkotykami, a w szczególności za porwania ludzi oraz ich zabijanie w celu pobrania nerek i innych narządów wewnętrznych.
W odpowiedzi UE i EULEX stwierdziły, że uważają sprawozdanie za bardzo poważne i poszukają dowodów.
Thaçi zaprzeczył wszystkim oskarżeniom i ogłosił pozew przeciwko Dickowi Marty’emu.
11 stycznia 2011 roku w Stambule został aresztowany dr Yusuf Sonmez, „główny chirurg” w operacjach pobierania narządów w Kosowie.
Z powodu licznych gróźb śmierci, w 2020 roku Dick Marty został objęty ochroną policji.

## Procedura EULEX przeciwko handlarzom ludzkimi organami
4 marca 2011 roku EULEX podjął decyzję o wszczęciu postępowania karnego przeciwko osobom oskarżonym o handel narządami ludzkimi w Kosowie i Metochii. Reprezentujący UE prokurator Jonathan Ratel poinformował sąd, że narządy były nielegalnie pobierane od ofiar i następnie przeszczepiane bogatym pacjentom z Kanady, Niemiec, Polski i Izraela. Akty oskarżenia zostały wniesione przeciwko czterem osobom w związku z ich działalnością w klinice „Medicus” w Prisztinie. Wśród podejrzanych jest były minister zdrowia Ilir Recaj, który nielegalnie wydał prisztińskiej klinice „Medicus” licencję na przeszczepianie narządów ludzkich. Podejrzany jest także Turek Yusuf Sonmez.
29 kwietnia 2013 roku pięć osób zostało uznanych winnymi nielegalnego poboru i handlu organami ludzkimi w prisztińskiej klinice „Medicus”.

## Śledztwo Specjalnego Sądu ds. Kosowa
W listopadzie 2020 roku kosowscy politycy Hashim Thaçi, Kadri Veseli, Jakup Krasniqi i Rexhep Selimi zostali aresztowani przez Specjalny Sąd ds. Kosowa z siedzibą w Hadze, pierwszy z nich w związku z tym zrezygnował z funkcji prezydenta Kosowa. Zostało potwierdzone istnienie żółtego domu, a czterej aresztowani zostali oskarżeni o zbrodnie wojenne, w tym około stu zabójstw osób różnej narodowości i handel narządami ludzkimi. Zaprzeczyli oni wszystkim oskarżeniom.